# SAKURA MACHI Kumamoto
SAKURA MACHI Kumamoto（サクラマチ クマモト）は、熊本県熊本市中央区桜町にある、熊本桜町バスターミナルに付随した複合商業施設。九州産業交通ホールディングス傘下の九州産交ランドマークが運営する。サクラマチ クマモトとも表記する。
商業施設「サクラマチ」のほか、日本最大級のバスターミナル、シネマコンプレックス、熊本城ホール、ホテル、住宅、オフィスビルから構成され、随所にせり出したテラスに植栽した空中庭園を持つ外観が特色となっている。

## 概要
1969年に熊本県庁跡に建設されたバスターミナルである「熊本交通センター」を含む桜町・花畑町一帯の市街地再開発事業により建設された複合施設で、九州産交ホールディングスと九州産交ランドマークの両社が出資した熊本桜町再開発準備株式会社（2008年6月16日設立）が事業主となり、施設運営は九州産交ランドマークが担当する。2015年から既存施設の閉鎖及び建物の解体に着手、商業施設としては2019年9月14日に開業した。再開発に併せて、隣接する熊本市産業文化会館跡地はオープンスペース「花畑広場」となった。
建物の設計は日建設計・太宏設計事務所JV、施工は大成・吉永・岩永・三津野・新規JVが担当した。
商業施設部分のプロパティマネジメント (PM) にはJLLモールマネジメント（当時、現：JLLリテールマネジメント）が参画し、テナント誘致や施設運営計画などを担当している。

### 建設の経緯
熊本交通センターは日本最大級規模のバスターミナルであるが、2000年代に入るとバスターミナルを含む桜町一帯の再開発構想が持ち上がっていた。
当初は2011年度までに開発事業に着手、2014-15年の全面開業を目指すとしていた。当初の事業費は約450億円を見込んでおり、2010年度の九州新幹線全線開業の関係上前倒しする可能性も示唆していた。規模は、地上10階、地下1階（予定）。現在の全ての建物の総面積のほぼ2倍にあたる約20万平方メートルを予定し、既存の建物は全て取り壊し、商業施設・専門店、シティホテル（約150室）、賃貸・分譲マンション（約200戸）、医療施設などからなる複合高層ビルに建て替えるとした。さらに現在36の発着所があるバスターミナルは、バス5事業者による路線再編をにらみ、規模の縮小を行った。
その後、経済情勢などから開発計画は停滞していたが、2012年10月31日に「2018年完成予定」として再開発計画が再度発表された。
事業費は約500億円を予定し、都市再開発法に基づく公的補助も得る予定とした。伝統と歴史を継承する新たな交流拠点「熊本・新城下まち」をコンセプトに、延べ床面積は13万ないし14万平方メートルの規模となる。バスターミナルは従来通り地平部に設置し、従来のものに比して縮小、乗換の動線を短縮、バリアフリーにも対応した設備とする。再開発後、バスの進入路は南北に設け、現在の東側（花畑公園側）は廃止。既存の建物は2015年より解体し、東側に商業施設（約5万平方メートル）とホテル（200室程度）を建設、西側に3000人規模のコンベンション施設や100戸程度の都市型マンションを建設する。商業施設への県民百貨店の再入居は未定としていたが、2014年8月の取締役会において営業継続を断念し、2015年2月末日をもって閉店することとなったため再入居はしない方針であることから、今後は県民百貨店に代わる新たな核テナントを求めていくとしていた。なお、ホテルは2017年12月にリゾートトラストが「ホテルトラスティ プレミア 熊本」を、シネマコンプレックスは2018年1月19日にTOHOシネマズが「TOHOシネマズ 熊本サクラマチ」を、地下のスーパーマーケットはフードウェイがそれぞれ同施設内に開業することを発表した。
周辺ではNHK熊本放送局の花畑公園北側への移転や、熊本市産業文化会館跡地の再開発も予定されている。熊本市も交通センター東側の道路をシンボルプロムナードとして遊歩道化するなどの計画を発表している。
再開発に向け、先ずは既存の建物の解体に着手した。これに伴い、隣接する県民百貨店は2015年2月末に、交通センタープラザ・センターボウルは同年3月末に、交通センターホテル・センター駐車場は同年6月末に、順次営業を終了。同年9月末日をもって当センター（バスターミナル・旅行センター）は閉鎖された。その後、順次解体工事に取り掛かり、解体工事終了後に新施設の建設が始まり、当初は2018年の春頃に新施設が完成する予定としていた。なお、旧来のバスターミナル閉鎖から新施設完成までの間、東側の旧市道部分（NHK熊本放送局 - 花畑広場）で新施設完成後にはシンボルプロムナードとして遊歩道化される予定の230mの地点（空港リムジンバスならびに県外都市間バスは電車通り沿い）に23箇所の乗降場所を設けた仮バスターミナルが設置されていた。
だが、建設途中の2016年4月に熊本地震が発生。この頃はまだ解体工事の段階であったが、今後に備えてより耐震性を強化するほか、1万1000人の市民が3日間避難生活を送ることを想定した備蓄など防災機能を付加して設計面でも大幅に見直しが行われた。これによって総工費は予定より跳ね上がり755億円となり、完成も予定より1年半後の2019年9月まで延期となった。
その後は急ピッチで工事は進められ、2019年春には外観を披露し、さらに内部を中心に作業が進められた。完成間近の同年6月26日と7月8日に2度の火災が発生し、工事を一旦中断した時期もあったが、その後は安全性が確認され開業には支障がないと判断されたため、これらの復旧を含めた工事を再開し、同年9月10日には無事竣工を迎えた。
新施設完成後はバスターミナルの名称が「熊本桜町バスターミナル」に改称された。理由として、県民からは長らく「（熊本）交通センター」は熊本県内最大のバスターミナルとして親しまれている一方で、県外からの旅行者や外国人観光客などからはバスターミナルであるという認識が低く、地区名である「桜町」と「バスターミナル」を組み合わせることでより分かりやすくするためとしている。
2019年4月3日、施設の正式名称を「SAKURA MACHI Kumamoto（サクラマチ クマモト）」、同年6月6日にオープン日を9月14日とすることを発表。
同年9月14日午前10時より「SAKURA MACHI Kumamoto」としてセレモニーと共に全面開業した。なお、SAKURA MACHI Kumamotoのオープンに併せ、開業日の2019年9月14日には九州産業交通ホールディングスが企画した「熊本県内バス・電車無料の日」と銘打ち、九州産業交通ホールディングス傘下の九州産交バス・産交バス、熊本バス、熊本都市バス、熊本電気鉄道の運行するバス（県外とを結ぶ高速バス・空港リムジンバスを除く）及び熊本電気鉄道、熊本市交通局の運行する電車の全便が無料となる社会実験が行われた。開業初日には予想の15万人を大幅に超える25万人もの人々が訪れ、開店前から長い行列を作った。熊本市中心部の商店街などでも人出が増え、来館者は開業10日で100万人を超えた。

## 施設構成
再開発施設全体としては地下1階・地上15階の商業棟と地上15階の住宅・ホテル棟、オフィス・バンケット棟「サクラマチヒルズ」、熊本県内最大のMICE施設「熊本城ホール」から成る。
住宅・ホテル棟は広島のマンションデベロッパー・マリモの手がける分譲マンション「ザ・熊本ガーデンズ」（159戸）と、リゾートトラストが運営する「ホテルトラスティ プレミア 熊本」（205室、10月9日開業）が入居する。また、「サクラマチヒルズ」にはブライダルハウス チュチュの運営する結婚式場「ラソールガーデン熊本」が入居する。なお、「ホテルトラスティ プレミア 熊本」は運営会社のリゾートトラストが当ホテルを含めた一般向けホテル（トラスティブランドが該当。但しホテルトラスティ東京ベイサイド・同大阪阿倍野・同名古屋白川を除く）をスターアジア・マネジメント及びポラリス・ホールディングスへ売却することから2022年4月1日チェックアウトをもって閉館、2022年6月16日に「KOKO HOTEL Premier 熊本」とリブランドして開業した。
商業棟は全149のテナントが入居し、うち熊本初出店は47店となる。1階の半分程度が熊本の交通の拠点である熊本桜町バスターミナルの乗降スペース、2階はバスターミナルの総合案内所、佐川急便の宅配カウンターを含めた熊本情報のインフォメーションセンター「サクラマチスクエア」が設けられる。4階には9スクリーンのシネマコンプレックス「TOHOシネマズ 熊本サクラマチ」が入居する。
また地下1階には熊本交通センタープラザ泉の広場に鎮座していた観音像が復活した。地上4階から7階までの一部は有料の立体駐車場となっている。
九州産交リテールの担当者は、全ての機能を取り込まず市街を回遊してもらい、バスで自宅と行き来してもらう運営方針であると説明している。
2022年には日本建設業連合会主催の第63回BCS賞を受賞した。

### TOHOシネマズ熊本サクラマチ
TOHOシネマズ熊本サクラマチ（トウホウシネマズ くまもとサクラマチ）は4階にあるシネマコンプレックス。熊本市においては南区田井島のTOHOシネマズはません（ゆめタウンはません内）に続くTOHOシネマズ直営館で、同市中央区においては2006年3月8日に閉館した熊本東宝プラザ3・4以来13年半ぶりの東宝系列映画館でもある。
9スクリーン、1578席（車椅子18席およびプレミアボックスシート18席含む）を完備し、全スクリーンにレーザープロジェクターが導入されている。
5番スクリーンには、初採用された日比谷に続き『TOHOシネマズプレミアムシアター』が導入されている。TOHOシネマズ独自規格スクリーン『TCX』が採用されているのは他の導入劇場同様だが、音響システムには「GDC featuring DTS:X」が採用されており、他の導入劇場とは仕様が異なる。
また9番スクリーンには同社および熊本県内初となる「ScreenX」が導入されている。
| No. | 座席数 | 車椅子 | PBS | サイズ(m) | サイズ(m) | 音響  | 備考                                |
| No. | 座席数 | 車椅子 | PBS | 縦        | 横        | 音響  | 備考                                |
| --- | ------ | ------ | --- | --------- | --------- | ----- | ----------------------------------- |
| 1   | 85     | 2      |     | 4.0       | 9.6       |       |                                     |
| 2   | 114    | 2      |     | 4.0       | 9.5       |       |                                     |
| 3   | 177    | 2      |     | 4.8       | 11.3      |       |                                     |
| 4   | 267    | 2      | 8   | 6.2       | 14.8      |       |                                     |
| 5   | 341    | 2      | 10  | 7.5       | 18.0      | DTS:X | TCX／TOHOシネマズプレミアムシアター |
| 6   | 139    | 2      |     | 4.2       | 10.1      |       |                                     |
| 7   | 94     | 2      |     | 4.3       | 10.1      |       |                                     |
| 8   | 108    | 2      |     | 3.3       | 8.0       |       |                                     |
| 9   | 235    | 2      |     | 6.2       | 14.8      |       | ScreenX                             |